# Adolpho Washington
Pour les articles homonymes, voir Washington.
Adolpho Washington est un boxeur américain né le 7 septembre 1967 à Lexington, Kentucky.

## Carrière
Champion d'Amérique du Nord NABF des lourds-légers en 1994 après sa victoire face à Dale Jackson, il échoue par trois fois dans sa conquête de titre mondial contre Virgil Hill, Anaclet Wamba et Orlin Norris. Washington remporte finalement la ceinture IBF laissée vacante par Alfred Cole en battant aux points Torsten May le 31 août 1996 mais il s'incline dès sa première défense contre Uriah Grant, également aux points, le 21 juin 1997.